# Grammicomyia funiculipes
Grammicomyia funiculipes är en tvåvingeart som beskrevs av Günther Enderlein 1922. Grammicomyia funiculipes ingår i släktet Grammicomyia och familjen skridflugor. Inga underarter finns listade i Catalogue of Life.